# Округ Кендал (Тексас)
Округ Кендал (енгл. Kendall County) је округ у америчкој савезној држави Тексас. По попису из 2010. године број становника је 33.410.

## Демографија
Према попису становништва из 2010. у округу је живело 33.410 становника, што је 9.667 (40,7%) становника више него 2000. године.
| Група             | 2000.          | 2010.          |
| Белци             | 19.104 (80,5%) | 25.746 (77,1%) |
| Афроамериканци    | 83 (0,3%)      | 167 (0,5%)     |
| Азијати           | 55 (0,2%)      | 209 (0,6%)     |
| Хиспаноамериканци | 4.248 (17,9%)  | 6.829 (20,4%)  |
| Укупно            | 23.743         | 33.410         |